# Theerawat Pinpradub
Theerawat Pinpradub (thailändisch ธีรวัฒน์ ปิ่นประดับ; * 11. Juli 1984 in Bangkok) ist ein thailändischer Fußballspieler.

## Karriere
Theerawat Pinpradub erlernte das Fußballspielen in der Jugendmannschaft vom damaligen Zweitligisten Muangthong United. Nachdem Muangthong 2008 Meister der Thai Premier League Division 1 stieg der Club in die erste Liga auf. Bei dem Erstligisten unterschrieb er 2009 auch seinen ersten Vertrag. Nach Vertragsunterschrift wurde er bis Ende 2010 an den Ligakonkurrenten TOT SC nach Bangkok ausgeliehen. Für TOT absolvierte er 19 Spiele in der Thai Premier League. Nach Vertragsende in Muangthong wechselte er 2011 zum Zweitligaaufsteiger Phuket FC nach Phuket. Für Phuket spielte er bis Mitte 2012. Nach der Hinserie wechselte er nach Krabi zum Ligakonkurrenten Krabi FC. Der Erstligist Chiangrai United nahm ihn nach der Hinserie 2013 unter Vertrag. Für den Club aus Chiangrai stand er dreimal im Tor. Anfang 2015 nahm ihn sein ehemaliger Verein Krabi FC für ein Jahr unter Vertrag. 2016 spielte er in der zweiten Liga für den Lampang FC aus Lampang. Beim Ligakonkurrenten Trat FC aus Trat stand er 2017 in 27 Ligaspielen zwischen den Pfosten. 2018 wechselte er in die dritte Liga. Hier schloss er sich dem JL Chiangmai United FC aus Chiangmai an. Nach der Hinserie mit nur zwei Spielen wechselte er zum Zweitligaaufsteiger Samut Sakhon FC nach Samut Sakhon. Am Ende der Saison 2020/21 stieg er mit Samut in die dritte Liga ab. Nach dem Abstieg verließ er Samut Sakhon und ging nach Khon Kaen, wo er sich dem Zweitligisten Khon Kaen FC anschloss. Am Ende der Saison 2021/22 musste er mit Khon Kaen als Tabellenvorletzter in die dritte Liga absteigen. Nach dem Abstieg verließ er Khon Kaen und schloss sich dem Drittligaaufsteiger Kongkrailas United FC an. Mit dem Verein aus Sukhothai spielte er neunmal in der Northern Region der Liga. Nach der Hinrunde 2022/23 unterschrieb er einen Vertrag beim Zweitligisten Udon Thani FC. Am Ende der Saison 2022/23 wurde er mit dem Verein aus Udon Thani Tabellenletzter und stieg somit aus der zweiten Liga ab. Nach dem Abstieg verließ er den Verein und schloss sich August 2023 dem Zweitligisten Customs United FC an. Bis Ende Dezember 2023 bestritt er sechs Ligaspiele. Nach kurzer Vereinslosigkeit unterschrieb er im Sommer 2024 einen Vertrag beim Drittligisten Kanchanaburi City FC. Mit dem Verein aus Kanchanaburi spielte er einmal in der Western Region der Liga. Nach der Hinrunde wurde sein Vertrag im Dezember 2024 nicht verlängert.